# Eimeldingen
Eimeldingen est une commune allemande en Bade-Wurtemberg, située dans le district de Fribourg-en-Brisgau. Elle se trouve au nord de Weil am Rhein.